# Campionato Nazionale 1915-1916
La stagione 1915-1916 è stato il primo Campionato Nazionale, e ha visto campione l'Hockey Club Bern.

## Gruppi

### Serie Est

#### Risultato
| Engelberg 23 gennaio 1916 | Akademischer EHC Zürich | 2 – 5 referto | HC Bern |  |

### Serie Ovest

#### Classifica finale
| Posizione | Squadra     | G | V | N | P | GF | GF | DR | Punti | Osservazioni            |
| --------- | ----------- | - | - | - | - | -- | -- | -- | ----- | ----------------------- |
| 1.        | CP Lausanne | 2 | 2 | 0 | 0 | 9  | 3  | 6  | 4     | Qualificato alla finale |
| 2.        | Les Avants  | 2 | 1 | 0 | 1 | 7  | 8  | -1 | 2     |                         |
| 3.        | Servette    | 2 | 0 | 0 | 2 | 6  | 11 | -5 | 0     |                         |

#### Risultati
| Caux 30 gennaio 1916 | CP Lausanne | 4 – 1 referto | Les Avants |  |

| Caux 30 gennaio 1916 | Servette | 2 – 5 referto | CP Lausanne |  |

| Caux 30 gennaio 1916 | Les Avants | 6 – 4 referto | Servette |  |

## Finale
| Gstaad 6 febbraio 1916 | HC Bern | 7 – 1 referto | CP Lausanne |  |

## Verdetti
| Campionato Nazionale 1915-1916 | Campionato Nazionale 1915-1916 |
| ------------------------------ | ------------------------------ |
| Campionato Nazionale           | HC Bern                        |